# Rainer Alander
Nils Rainer Alander, född den 2 juni 1937 i Åbo, är en finlandssvensk författare. Han for till sjöss vid 17 års ålder och tog styrmansexamen 1962. Han var gift med den finlandssvenska författaren Siw Orre 1962–1987. Han startade sin författarbana med novellsamlingen Ansiktet 1963 och året därpå kom Sandkornet. Dessa båda böcker är absurdistiska och Beckettinspirerade och skiljer sig från hans senare produktion då han höll sig till realistiska skildringar av sjömanslivet. Bland dessa verk märks romanerna Barlast (1980) och Hälsningar från San Francisco (1986).
Alander varvade sålunda sjömanskapet med författarskap i mån av möjlighet och ekonomi. Hans sammanlagda produktion omfattar tolv prosaverk, ett tiotal radiopjäser, ett par skådespel och två TV-pjäser. Han var gift med författarinnan Siw Orre 1962–1987.

### Prosa
- Ansiktet, novellsamling, 1963
- Sandkornet, roman, 1964
- Personerna, roman, 1969
- Lastmärket, roman, 1972
- En sorts frihet, roman, 1974
- Barlast, roman, 1980
- Hälsningar från San Francisco, roman, 1980
- Små stycken av Stockholm, berättelser, 1996
- Mellan Stockholm och Åbo, berättelser, 1999
- Lycklig sommar, novellsamling, 2005
- Blue Lady, roman, 2008
- Den andra sömnen, roman, 2010
- Däckslast, roman 2014

### Radiodramatik
- Fiskmåsen (tillsammans med Siw Alander), 1977
- Två röster, 1972
- Elefanten, 1974
- Butiken, 1975
- Som en kanariefågel (tillsammans med Siw Alander), 1977
- Hälsningar från San Francisco, 1978
- Byns vackraste flicka, 1984
- Fribiljett, 1985
- Davids stjärna, 2002
- Gå på vatten, 2002
- Hälsningar från Amsterdam, 2004
- Skuggboxare, 2008
- Bröllopsresan, 2010

### Skådespel
- Butiken, 1974
- Den förlorade himlen, 2003

### TV-pjäser
- Grekisk konfekt, 1980
- Wiljam, 1984